# Стопорение
Стопорение — технологический процесс, обеспечивающий неподвижное соединение частей машины, часто с помощью специальной детали-стопора. В случае резьбовых соединений применяется термин контровка.

## Способы стопорения (контровки)
Различают следующие способы стопорения:
- Позитивное (жесткое) стопорение: стопоримая деталь соединяется со стопорящей деталью жесткой связью — стопором; отвёртывание стопоримой детали невозможно без среза, деформации или разрушения стопора.
- Фрикционное стопорение: создание повышенного трения между стопоримой и стопорящей деталями. Упругое стопорение является разновидностью фрикционного и заключается в введении упругого элемента, поддерживающего натяжение в системе.

## Виды стопорения
- Стопорение деформацией металла (кернением) обеспечивает высокую надежность соединения; целесообразнее применять для резьбовых соединений, которые в процессе эксплуатации не подвергается разборке.
- Стопорение контргайками
- Стопорение шплинтами
- Пластинчатые стопоры
- Вязка проволокой
- Самоконтрящиеся гайки
- Стопорение покрытиями
- Анаэробные клеевые фиксаторы
- Стопорение шайбами
  - Отгибные шайбы
  - Пружинные шайбы (шайбы Гровера, гроверы). Существует мнение, что пружинные шайбы неэффективны[1][2].
  - Храповые шайбы

## Вибрационный тест Юнкера
Вибрационный тест Юнкера, описанный стандартом DIN 651512002 «Авиакосмическая серия. Динамические испытания стопорящих характеристик крепежных элементов в условиях поперечного нагружения (вибрационное испытание)», служит для оценки сопротивляемости крепежа самоотвинчиванию при воздействии вибрации.

## Стандарты
- ОСТ 1 39502-77 «Стопорение болтов, винтов шпилек штифтов и гаек»
- ОСТ 4Г 0.019.200 «Соединения резьбовые. Способы и виды предохранения от самоотвинчивания. Технические требования»
- ОСТ 107.460091.014-2004 «Соединения резьбовые. Способы и виды предохранения от самоотвинчивания»